# Ортоматера (Козенца)
Ортоматера је насеље у Италији у округу Козенца, региону Калабрија.
Према процени из 2011. у насељу је живело 941 становника. Насеље се налази на надморској висини од 240 м.